# 금융정보분석원
금융정보분석원(金融情報分析院, Korea Financial Intelligence Unit, 약칭: KoFIU)은 「특정 금융거래정보의 보고 및 이용 등에 관한 법률」 및 「공중 등 협박목적을 위한 자금조달행위의 금지에 관한 법률」에 따른 업무를 수행하는 대한민국 금융위원회의 소속기관이다. 2001년 11월 28일 발족하였으며, 서울특별시 종로구 세종대로 209 정부서울청사 14층에 위치하고 있다. 원장은 고위공무원단 가등급에 속하는 일반직공무원으로 보한다.

## 설치 근거
- 「특정 금융거래정보의 보고 및 이용 등에 관한 법률」 제3조제1항[3]

## 직무
- 특정금융거래정보의 보고제도의 기획 및 지침의 수립·운영
- 특정금융거래정보의 보고제도 관련 금융기관 등에 대한 감독 및 검사
- 금융기관 등에 대한 보고대상 금융거래의 참고유형 제공 및 교육·훈련의 지원
- 특정금융거래정보 및 외국환거래자료 등의 수집·분석 및 이를 위한 관계 행정기관 등에 대한 자료 제공의 요청
- 수사기관 등에 대한 특정금융거래정보의 제공
- 공중협박자금 조달금지 관련 금융거래 제한대상자의 지정 및 취소
- 공중협박자금 조달금지 관련 금융거래의 허가
- 외국금융정보분석기구와의 협조 및 정보교환
- 특정금융거래정보의 수집 및 심사분석 관련 정보의 기록 보존
- 자금세탁행위의 방지를 위한 국내외 협력증진 및 정보 교류
- 자금세탁행위 등의 동향 및 방지대책에 대한 조사·연구
- 특정금융거래정보 전산관리시스템의 구축 및 보안관리

## 연혁
- 2001년 11월 28일: 재정경제부 소속으로 금융정보분석원 설치.[4]
- 2008년 2월 29일: 금융위원회 소속으로 변경.[5]
- 2013년 4월 12일: 프레스센터로 청사 이전.[6]
- 2016년 12월 8일: 정부서울청사로 청사 이전.[7]

## 조직

### 원장
- 기획행정실[8]
- 심사분석실[9]
- 제도운영과[10]
- 심사분석제1과[11]
- 심사분석제2과[11]
- 심사분석제3과[12]